# Naucles pusio
Naucles pusio är en skalbaggsart som först beskrevs av Leconte 1858.  Naucles pusio ingår i släktet Naucles och familjen ristbaggar. Inga underarter finns listade i Catalogue of Life.